# 蕃山 (宮城県)
蕃山（ばんざん）は、宮城県仙台市の西部にある山である。磐山の表記もある。三箇所の峰があり、東から順に蕃山（東蕃山、綱木山とも）、西風蕃山（ならいばんざん。中蕃山、上鳥屋山とも）、蛇台蕃山（じゃたいばんざん。西蕃山、蛇体蕃山とも）という名称がある。東の峰としての蕃山の標高は356メートル、西風蕃山の標高は373メートル、蛇台蕃山の標高は366メートルである。蕃山を含む一帯は宮城県の緑地環境保全地域に指定されているほか、仙台市の「杜の都・仙台 令和版 わがまち緑の名所100選」にも選ばれている。山麓の一部は宅地化されている。

## 地理
蕃山を含む一帯の丘陵は、奥羽山脈から青葉山まで東西に続いている。蕃山丘陵と青葉山丘陵との間には、広瀬川の支流によって谷が刻まれており、そこに東北自動車道と宮城県道31号仙台村田線が南北に走っている。
蕃山は北側の広瀬川流域の旧宮城郡（愛子盆地）と、南側の名取川流域の旧名取郡（秋保盆地）を分けており、現在では青葉区と太白区との境界でもある。蕃山の北側では斉勝川が流れ、国道48号（愛子バイパス）や仙山線が走っている。仙山線の陸前落合駅から南側に向かって延びる宮城県道135号落合停車場線には「蕃山通り」の愛称が付いている。

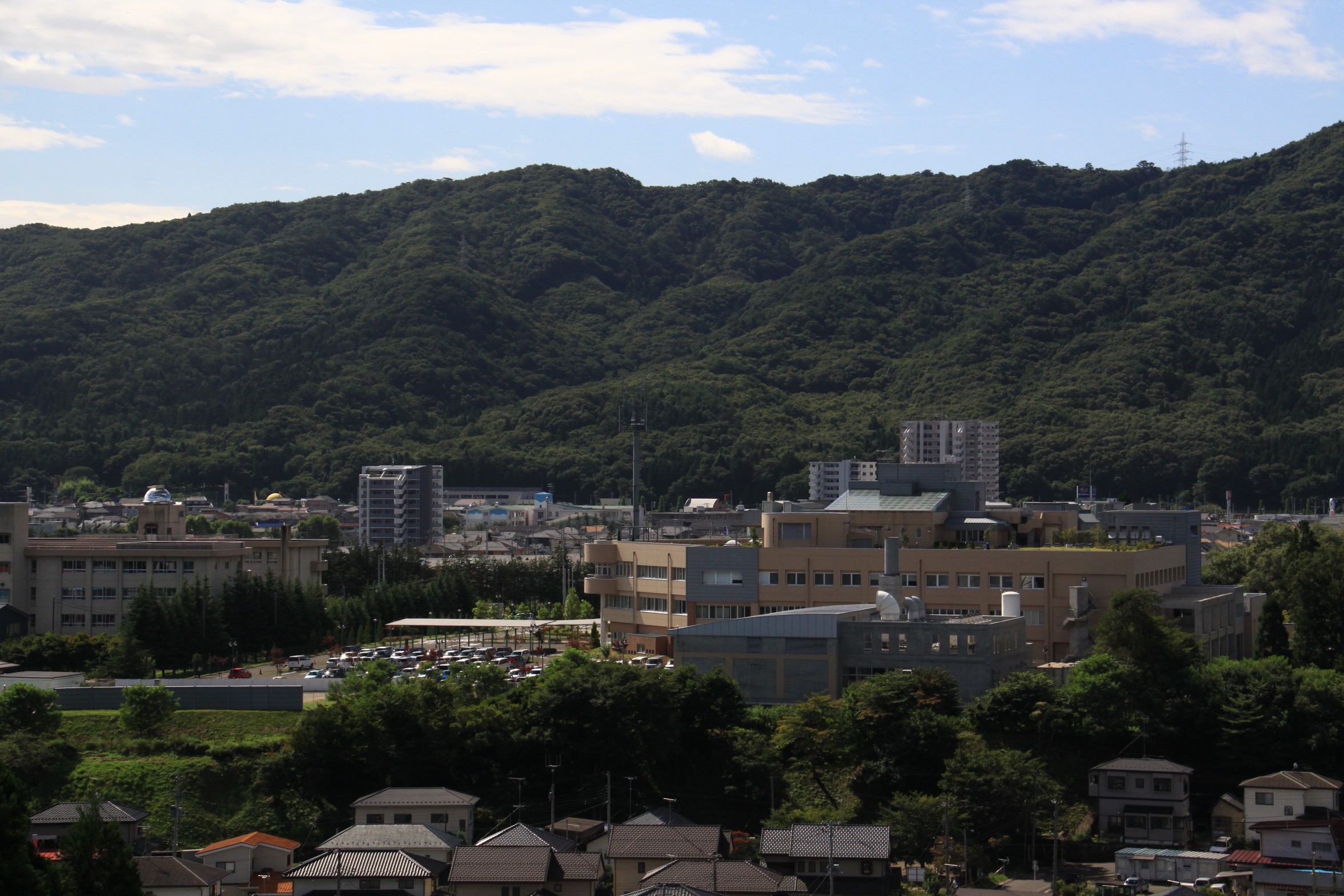
芋沢地区から見た蕃山。
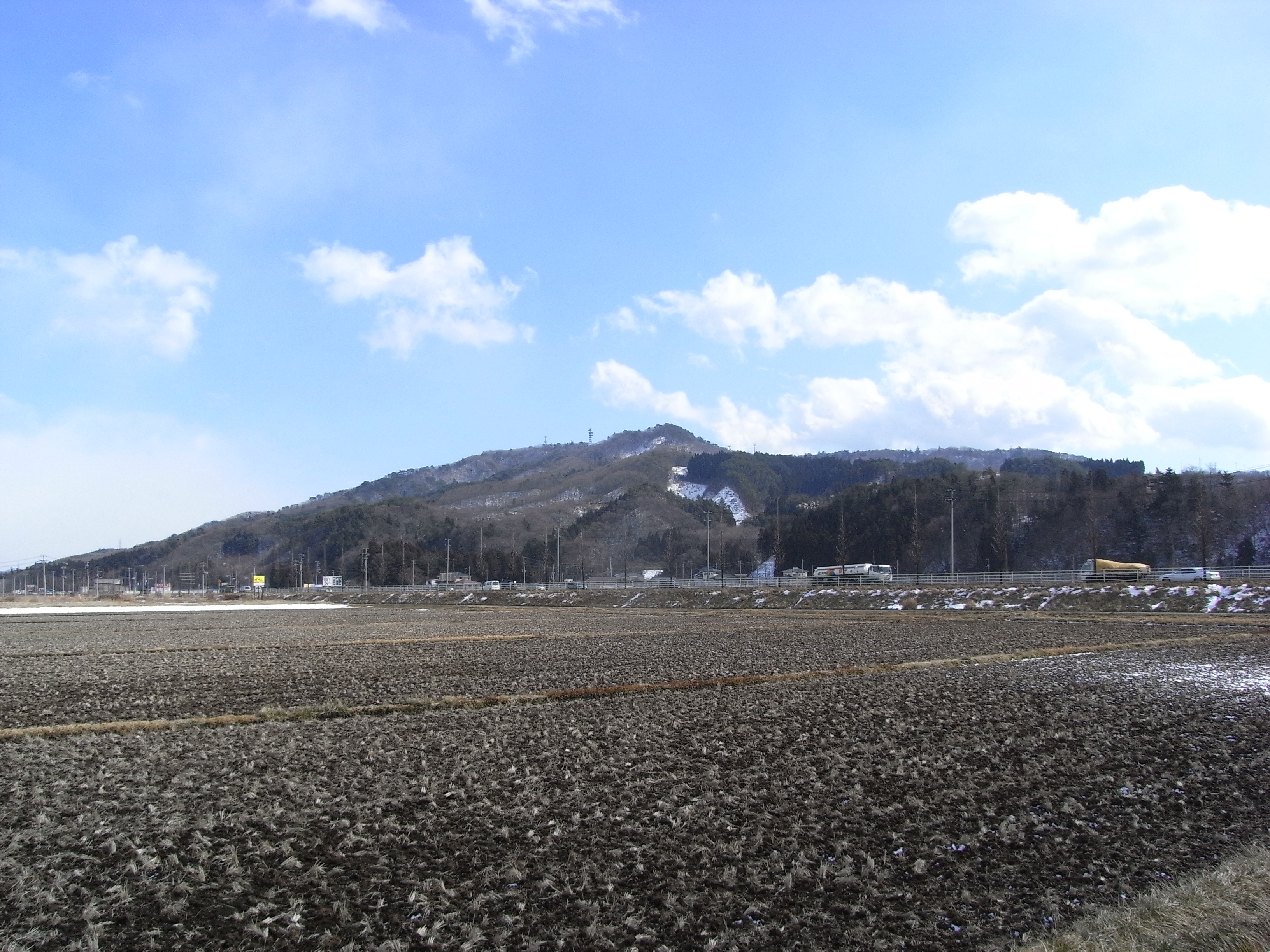
愛子盆地から見た蕃山。

## 大梅寺と山の言い伝え
蕃山の麓に臨済宗妙心寺派の大梅寺がある。この寺は江戸時代に雲居希膺（雲居禅師）により開かれたとされている。雲居禅師が大梅寺を建てようとした際、天狗による邪魔があり、弓の名手である万二と万三郎（磐二、磐三郎とも）の兄弟がこれを追い払ったという言い伝えがある。この伝説から、雲居禅師と弓矢を手にした兄弟の計3体の像が蕃山の山頂にある開山堂に祀られている。